# Ein Mann sucht eine Frau
Ein Mann sucht eine Frau (Originaltitel: Robert et Robert) ist ein französischer Spielfilm von Claude Lelouch aus dem Jahr 1978.

## Handlung
Der jüdische Taxifahrer mit ägyptischen Wurzeln Robert Goldman (48) und der ehemalige Restaurantangestellte und angehende Polizist Robert Villiers (27) haben zwei Dinge gemeinsam: Sie leben beide noch bei ihrer Mutter und sind Single, weswegen sie beim Ehevermittlungsinstitut von Jacques Millet die Frau fürs Leben zu finden hoffen. Während Villiers sehr schüchtern und beinahe mutlos ist, hat Goldman sehr hohe Ansprüche an seine zukünftige Gattin. Beide Männer treffen sich im Institut von Millet und kommen bei der Heimreise ins Gespräch, wenn auch nur zögerlich. Beide wollen ihre vom Institut vorgeschlagene Frau erstmals auf einem großen Ball am Wochenende treffen, doch sind sie am Ende die einzigen, deren ausgewählte Partner nicht erscheinen. Villiers nimmt Goldman mit zu sich nach Hause, wo beide auf den schlechten Abend einen Kaffee trinken. Villiers Mutter ist irritiert, hatte ihr Sohn doch von seiner vom Institut vorgeschlagenen Freundin so gesprochen, als seien beide schon längst ein Paar. Sie vermutet nun, dass ihr Sohn eine Affäre mit einem Mann hat. Die beiden unterschiedlichen Männer freunden sich mit der Zeit an und der sonst so introvertierte Villiers schafft es sogar auf Anhieb, seine Führerscheinprüfung zu bestehen. Er steigt in Goldmans Geschäft ein und wird Taxifahrer. Beide Männer duzen sich nun und gehen sogar gemeinsam in einen Privatclub, der sich jedoch als zu freizügig für beide entpuppt.
Villiers und Goldman hoffen weiterhin, im Institut von Jacques Millet ihre Frau fürs Leben zu finden. Sie nehmen daher an einer mehrtägigen Junggesellenreise Millets teil, bei der Männer neben Frauen sitzen müssen und am Ende der passende Partner von Millet zugeteilt wird. Zwar geben beide Männer ihren Frauen eine Chance, doch flieht Goldman am Ende vor seiner, während die schöne, aber traurige Patricia nicht bei Villiers bleiben will. Zum Schluss hat nur einer der Mitgereisten Glück. Der Ägypter Ali Salem verkündet allen anderen Alleinstehenden im Bus, dass er die für ihn gewählte Arlette Poirier heiraten wird. Alle Teilnehmer der Busreise sind zur Hochzeit eingeladen. Bei der Feier muss jeder etwas zur Unterhaltung beitragen. Goldman erzählt schlecht zwei Witze, während es Villiers gelingt, aus sich herauszukommen und einen kleinen Sketch über Jacques Millet und seinen Umgang mit den Kunden seines Instituts aufzuführen. Die Hochzeitsgäste sind begeistert und Goldman hat eine Vision: Wie Villiers als Komiker den Durchbruch schafft und innerhalb kürzester Zeit größte Hallen füllt; wie er eine bekannte Fernsehmoderatorin kennenlernt und heiratet und wie er, Goldman, als Villiers’ Manager am Ende mit Villiers’ Mutter eine Beziehung beginnt. Goldman ist von seiner Vision so angetan, dass er beim Tanz spontan Frau Villiers auffordert. Patricia wiederum konnte über Villiers’ Vortrag lachen und hat nun nichts dagegen, mit ihm zu tanzen.

## Produktion
Ein Mann sucht eine Frau wurde unter anderem in Paris gedreht. Die Kostüme schufen Adrienne Bacou und Colette Baudot, die Filmbauten gestaltete Eric Moulard. Der Film kam am 14. Juni 1978 in die französischen Kinos und wurde von 1.020.933 Zuschauern gesehen. In den bundesdeutschen Kinos lief er am 23. November 1979 an. Im Juli 2005 erschien er im Rahmen der Claude-Lelouch-Edition auf DVD.

## Kritik
Der film-dienst nannte Ein Mann sucht eine Frau eine „routiniert inszenierte Komödie, nicht sehr einfallsreich, aber gefällig und schauspielerisch überdurchschnittlich.“

## Auszeichnungen
Jacques Villeret gewann 1979 für seine Rolle des Robert Villiers einen César als Bester Nebendarsteller.